# ACES (tampon)
L'ACES, ou acide N-(2-acétamido)-2-aminoéthanesulfonique, est un composé chimique zwitterionique faisant partie des tampons de Good, utilisé en biochimie pour son pKa de 6,88 à 20 °C, proche des conditions physiologiques. 